# Paul Di'Anno
Paul Andrews (Chingford, 17. svibnja 1958. – Salisbury, 21. listopada 2024.) bio je britanski pjevač i prvobitni vokalist britanskog heavy metal-sastava Iron Maiden.

## Životopis
Poznat je pod imenom Paul Di'Anno, a bio je prvi uspješni vokal heavy metal-sastava Iron Maiden od 1978. do 1981. U karijeri poslije Iron Maidena objavio je mnogo albuma, koliko kao samostalni izvođač, toliko i sa skupinama kao što su Gogmagog, Di'Anno, Battlezone, Praying Mantis i Killers.
U sredini devedesetih govorilo se da bi se Paul Di'Anno mogao vratiti u Maidene nakon odlaska Brucea Dickinsona 1993. No to se nije dogodilo jer je se skupini pridružio bivši Wolfsbaneov vokalist Blaze Bayley, a 1999. mu se ponovno priključio Dickinson. Oko početka novog tisućljeća živio je u Brazilu i dalje se baveći glazbom (godine 2006. objavio je posljednji samostalni album Living Dead). Krajem života živio je u Salisburyju u Engleskoj. U studenom 2009. održao je koncert u Zagrebu.
Preminuo je 21. listopada 2024. u Salisburyju.

## Diskografija

### Iron Maiden
- The Soundhouse Tapes (1979.)
- Live!! +one (1980.)
- Iron Maiden (1980.)
- Killers (1981.)
- Maiden Japan (poznat i kao "Heavy Metal Army") (1981.)
- Live at the Rainbow (VHS, 1981.)
- The First Ten Years (VHS, 1990.)
- From Here to Eternity (VHS, 1992.)
- The Story So Far Part One (Boxset, 1995.)
- Best of the Beast (1996.)
- Eddie Head (Boxset, 1998.)
- Eddie's Archive (Boxset, 2002.)
- The Early Days (DVD, 2004.)

### Samostalna karijera
- The World's First Iron Man (1997.)
- As Hard as Iron (1997.)
- Beyond the Maiden (1999.)
- The Masters (1999.)
- The Beast (uživo, 2001.)
- The Beast in the East (DVD, 2003.)
- The Living Dead (2006.)
- The Maiden Years – The Classics (2006.)
- Iron Maiden Days and Evil Nights (2007.)
- The Early Iron Maiden Songbook]] (2010.)
- The Beast Arises]] (uživo, 2014.)
- Hell Over Waltrop – Live In Germany (uživo, 2020.)
- The Book of the Beast (CD + DVD kompilacija s neobjavljenim pjesmama, 2024.)